# Pedro de Lancastre da Silveira Castelo Branco Sá e Meneses
Pedro de Lancastre da Silveira Castelo Branco Sá e Meneses (28 de julho de 1771 – Santos-o-Velho, Lisboa, 25 de março de 1828) no livro que lhe ofereceu Luiz da Silva  Pereira Oliveira, «Privilégios da Nobreza, e Fidalguia de Portugal», em 1806, é chamado D. Pedro de Lencastre Silveira Castelo-Branco Vasconcelos Valente Barreto de Menezes Sá e Almeida, foi um nobre, político e diplomata português.

## Biografia
7.º conde de Vila Nova de Portimão e 3.º Marquês de Abrantes, herdou a casa e o título dos antigos Marqueses de Abrantes. Conde de Penaguião.
Membro da regência por ocasião da fuga da família Real para o Brasil. Carácter fraco e mais devoto que politico, depois de ser demitido do seu cargo por Junot, ainda fez parte da comissão portuguesa que foi a Baiona cumprimentar Napoleão. Os outros membros da comissão, também encarregados de pedir uma atenuação da pesada contribuição de guerra imposta a Portugal, eram: o marquês de Marialva, o marquês de Penalva, o marquês de Valença, o Bispo de Coimbra e bispo do do Algarve, D. Nuno, irmão do duque de  Cadaval, o visconde de Barbacena, D. Lourenço de Lima, o desembargador Joaquim Alberto Jorge, António Tomás da Silva Leitão, o Conde de Sabugal, e o Marquês de Abrantes filho, D. José. A exposição enviada a Lisboa pelos comissários não respirava espírito patriótico, e decerto não foi ela que despertou o sentimento nacional. Estava cheia de adulações ao imperador. Foi escrita em Baiona em 27 de abril de 1808.
Pouco tempo depois de chegado a Portugal, rebentou a insurreição, que triunfou com a chegada dos ingleses e Napoleão reteve como reféns os membros da comissão, ainda em Baiona, ficando prisioneiros em França, visto que a vergonhosa convenção de Sintra nada estipulava a respeito. Assim, o  5.º marquês de Abrantes e 7.º conde de Vila Nova de Portimão, D. Pedro de Lancastre da Silveira Castelo Branco Sá e Meneses, e seu filho, D. José Maria da Piedade de Lancastre Silveira Castelo Branco de Almeida Sá e Meneses, 6.º marquês, foram prisioneiros de guerra em França, só tendo sido libertos depois da Guerra Peninsular.
Regressando à pátria, D. Pedro foi feito par do reino em 1826, foi testemunha das desventuras e culpas de seu filho em 1824, a quem sobreviveu. Era alcaide-mor de Abrantes, de Punhete e da Amêndoa, senhor de Abrantes, Sardoal, Bouças, Sever, dos quatro casais de Matosinhos, e dos Direitos Reais da Terra de Gaia, coronel do Regimento de Milícias de Lisboa Ocidental.
Faleceu aos 56 anos de idade de uma apoplexia, no Palácio dos Marqueses de Abrantes, sito na Rua da Igreja, freguesia de Santos-o-Velho. Foi sepultado na Igreja Paroquial da mesma freguesia, "ao pé do altar de Nossa Senhora da Conceição".

## Casamento e descendência
Casou com D. Maria Joana Xavier de Lima, filha do marquês de Ponte de Lima.
1. D. José Maria da Piedade de Lancastre Silveira Castelo Branco de Almeida Sá e Meneses (7 de fevereiro de 1784 - 11 de fevereiro de 1827, Londres, suspeita-se que envenenado), 4.º Marquês de Abrantes.